# Gillellus jacksoni
Gillellus jacksoni är en fiskart som beskrevs av Dawson 1982. Gillellus jacksoni ingår i släktet Gillellus och familjen Dactyloscopidae. Inga underarter finns listade i Catalogue of Life.